# المحافظة الشمالية (رواندا)
المحافظة الشمالية (بالإنجليزية: Northern Province, Rwanda)‏ هي محافظة في رواندا، بلغ عدد سكانها 1,726,370 نسمة وذلك حسب إحصائيات سنة 2012، عاصمتها بيومبا، تبلغ مساحتها 3,276 كيلومتر مربع.